# برایتنباخ (بورگنلاندکرایس)
برایتنباخ (به آلمانی: Breitenbach) یک منطقهٔ مسکونی در آلمان است که در Wetterzeube واقع شده‌است. برایتنباخ ۳۴۳ نفر جمعیت دارد.